# サーバファーム

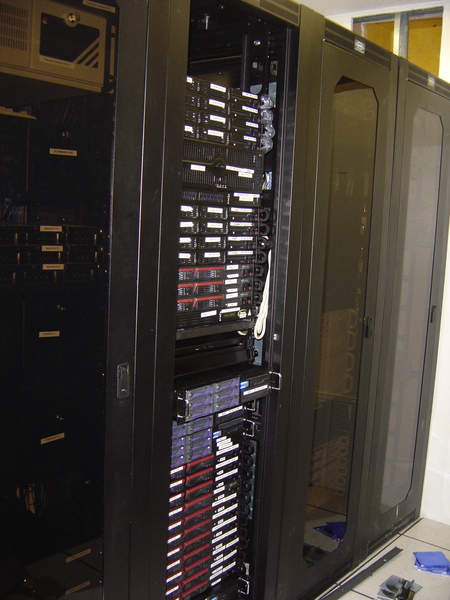
ウィキメディア財団のサーバファーム

サーバファーム（英: Server farm）とは、多数のサーバを集積したものを意味し、単体のサーバではできない仕事をするのに使われる。データセンターと同義に単に多数のサーバが集まっていることを意味する場合と、負荷分散されたサーバ群で同じサービスを提供することを意味する場合がある。後者の場合、サーバファームには現用サーバとバックアップサーバがあり、現用サーバに障害が発生してもバックアップサーバがその機能を肩代わりして実施するように構成されることが多い。
サーバファームはコンピュータ・クラスターに使われることが多い。サーバファームはスイッチングハブやルーターと共に構成され、コンピュータ・クラスターの他の部分やユーザーとの通信ができるようになっているのが一般的である。最近のスーパーコンピュータは、高性能CPUを搭載したサーバをギガビット・イーサネットやInfiniBand, Myrinet等で相互接続した巨大なサーバファームで構成されることが多い。
サーバファームはホスティングサーバとして使われることも多い。
サーバファームは大企業などでメインフレームの代替あるいは補助として使われることが多くなってきているが、まだメインフレーム並みの信頼性を実現するには至っていない。サーバファームには多数のサーバが集積されるため、個々のマシンの故障は日常茶飯事であり、大規模サーバファームの管理はそれを考慮に入れて行われる。すなわち、冗長構成にしたり、自動フェイルオーバの設定をしたり、迅速な再構成が可能な方式を採用している。
大規模サーバファーム（数千プロセッサ）の性能は設置場所であるデータセンターの冷却システムの性能に制限されることが多く、プロセッサの性能そのものはあまり影響しない。このため、個々のプロセッサのパフォーマンスは重視されず、消費電力当たりのスループットが最も重視される。